# Варад-Син

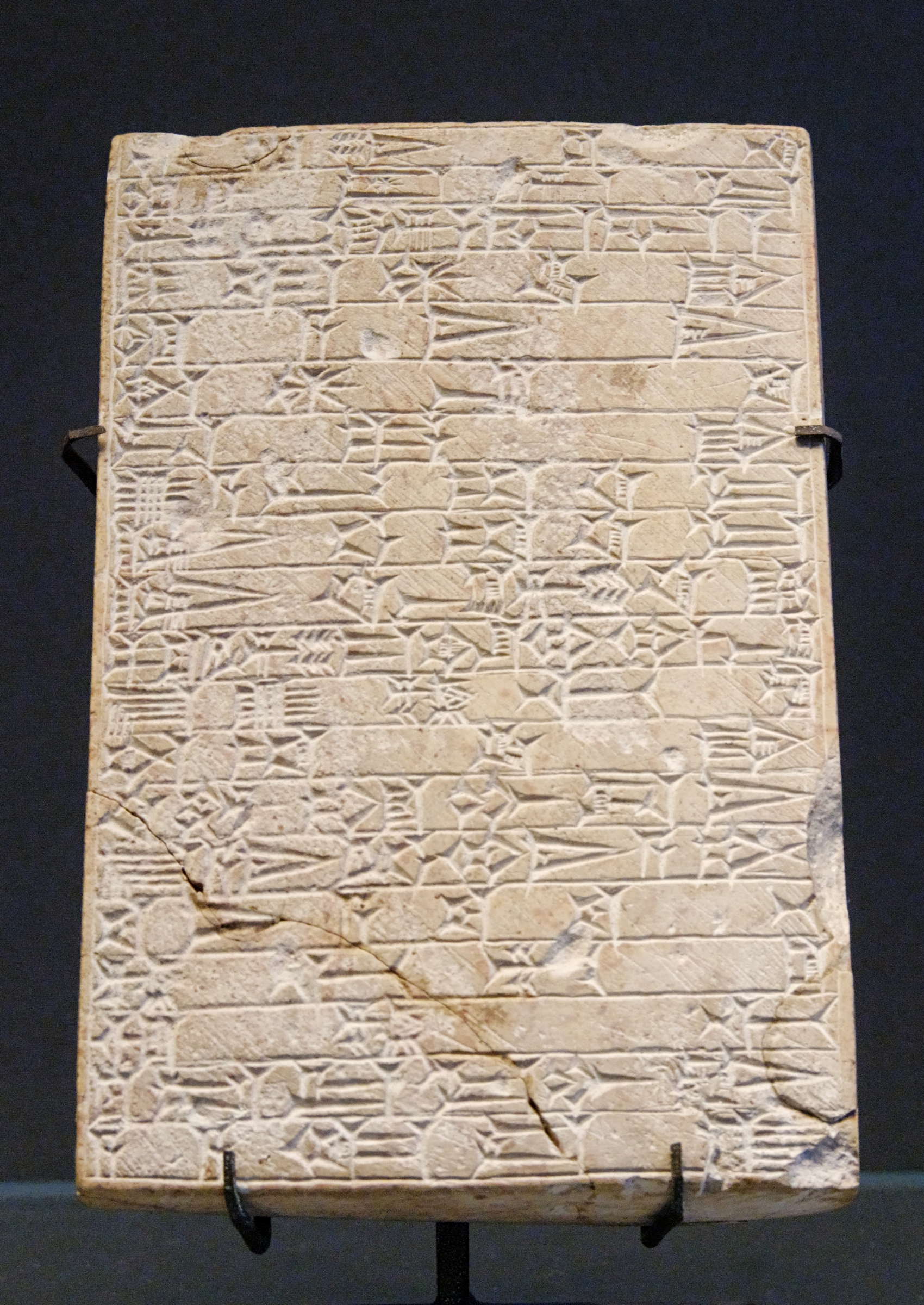
Табличка, посвященная Варад-Сином, царём Ларсы, в храм Нинисина в Ларсе. Известняк, Лувр

Варад-Син (IR-DEN.ZU, букв. «Раб [бога] Сина») — царь Ларсы и Аккада, правил приблизительно в 1835 — 1823 годах до н. э. Старший сын Кудурмабуга.

## Биография
Варад-Син в своих надписях довольно глухо говорит о сооружении большой стены, возможно, городской стены Ура. Но, вероятно, он ограничился тем, что объединил в один крутой глиняный вал естественные стены крайних зданий и всё оставшееся от городской стены III династии Ура.
Правил Варад-Син 12 лет.
|                             | |
| 1 год 1835 / 1834 до н. э.  | Год, когда Варад-Син [стал] царём mu ir3-den.zu lugal |
| 2 год 1834 / 1833 до н. э.  | Год, когда городская стена Казаллу была разрушена, а армия [племени] мутибаль, оккупировавшая Ларсу была поражена оружием mu bad3 ka-zal-luki ba-an-gul u3 ugnim-bi mu-ti-ba-al sza3 larsaki gisztukul ba-a-hub2 / ba-a-sig3 |
| 3 год 1833 / 1832 до н. э.  | Год, когда [Варад-Син] принёс в храм Уту золотую статую представляющую его mu 1 urudualan ku3-sig17 ir3-den.zu e2-dutu-sze3 i-ni-in-ku4-re |
| 4 год 1832 / 1831 до н. э.  | a Год, когда большой двор храма Уту в Ларсе был построен и [Варад-Син] принёс великолепный помост трона с оружием, украшенные золотом в храм Инанны в Забалам mu kisal-mah e2-dutu sza3 larsaki ba-du3 u3 giszgu-za bara2 mah zag-be2-us2 ku3-sig17 szu-du7-a e2-dinanna zabalamki i-ni-in-ku4-re b Год, когда большой двор для gipar / «монастырь» в Ларсе был построен Year in which a large courtyard for the gipar / «nunnery» in Larsa was built U 6959 mu kisal-mah gi6-par4 sza3 larsaki mu-un-du3-a |
| 5 год 1831 / 1830 до н. э.  | Год, когда великолепный склад для Нанна и храма Инанны в Забалам (называется) Экаламтаникурру / великолепие храма (подавляет) страны были построены Year a magnificent storeroom for Nanna and the temple of Inanna in Zabalam (called) 'Ekalamtanigurru the splendour of the temple (overwhelms) the country' were built mu ga2-nun mah dnanna-ra u3 e2-kalam-ta-ni2-gur3-ru e2-dinanna zabalamki ba-du3                                                                                                   |
| 6 год 1830 / 1829 до н. э.  | Год, когда [Варад-Син] преподнёс 14 медных статуй в Ниппур и 3 престола, украшенных [золотом] в храмы Нанны, Нингаль и Шамаша mu 14 urudualan nibruki-sze3 3 giszgu-za szu-du7-a e2-dnanna e2-dnin-gal u3 e2-dutu-sze3 i-ni-in-ku4-re |
| 7 год 1829 / 1828 до н. э.  | Год, когда Энанеду была избрана как эн-жрица Нанна в Уре mu en-an-e-du7 en-dnanna ur2iki ba-hun-ga2 |
| 8 год 1828 / 1827 до н. э.  | Год, когда большой двор храма Нанна был построен и 2 трона daises украшенный золотом были введены в [храм] Эбара Year the large courtyard of the temple of Nanna was built and 2 throne daises adorned with gold were brought into (the temple) Ebara mu kisal-mah e2-dnanna ba-du3 u3 2 giszgu-za bara2 mah ku3-sig17 szu-du7-a e2-bara2-sze3 i-ni-in-ku4-re |
| 9 год 1827 / 1826 до н. э.  | Год, когда [Варад-Син] преподнёс золотую статую украшенную золотом, [представляющую] Кудурмабуга в храм Шамаша mu alan ku3-sig17 ku-du-ur-ma-bu-uk ku3-sig17 szu-du7-a e2-dutu-sze3 i-ni-in-ku4-re |
| 10 год 1826 / 1825 до н. э. | Год, когда великая стена города Ура была построена mu bad3 gal ur2iki-ma ba-du3 |
| 11 год 1825 / 1824 до н. э. | Год, когда городская стена Шарракума была восстановлена mu bad3 uru ki-sag-rig7ki ki-bi-esz2 bi2-in-gi4-a |
| 12 год 1824 / 1823 до н. э. | Год, когда храм Нин-gaug в Машкан-шапир был построен mu e2-dnin-ga2-ug5-ga sza3 masz-gan2-szabraki ba-du3 |